# Sabine Azéma

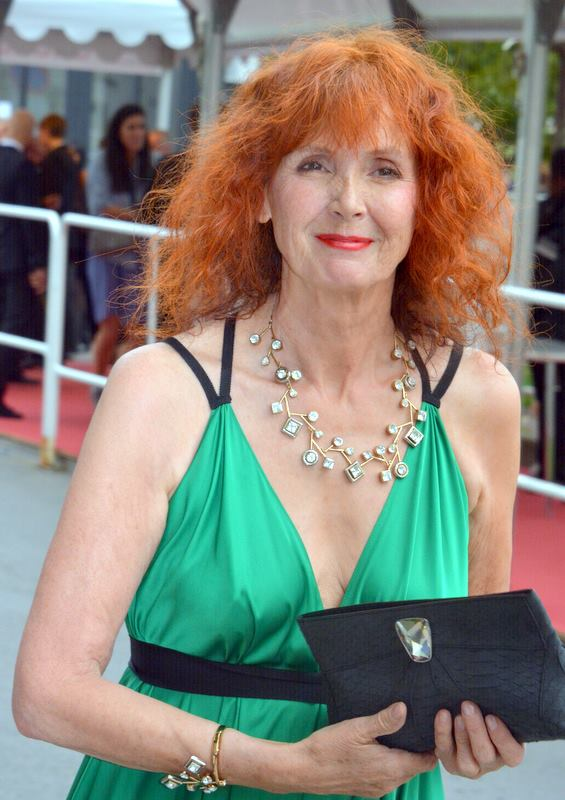
Sabine Azéma 2016 bei den Filmfestspielen von Cannes

Sabine Azéma (* 20. September 1949 in Paris) ist eine französische Theater- und Filmschauspielerin. Sie zählt in ihrem Heimatland zu den populärsten Schauspielerinnen und ist vor allem durch ihre Darstellung extrovertierter Figuren in Autorenfilmen und Komödien bekannt geworden. Eine jahrzehntelange Zusammenarbeit verbindet sie mit den Schauspielern Pierre Arditi und André Dussollier sowie dem Filmregisseur Alain Resnais (1922–2014), der sie seit Anfang der 1980er Jahre in den meisten seiner Werke besetzte und ab 1998 auch ihr Ehemann war.

## Leben

### Ausbildung und Anfänge am Theater
Sabine Azéma, die Tochter eines Anwalts, wuchs mit zwei Schwestern in der französischen Hauptstadt auf. Schon als Kind von der Schauspielerei fasziniert, belegte sie während ihrer Schulzeit Kurse am Pariser Lycée Carnot bei François Florent, der später die bekannte Schauspielschule Cours Florent gründete. Um ihre Fremdsprachenkenntnisse zu verbessern, ging sie nach dem Baccalauréat nach England, wo sie ihren (späteren) ersten Ehemann, den Dramatiker Michel Lengliney, kennenlernte. Zurück in Frankreich besuchte sie Theaterkurse bei Jean Périmony, um dann im Alter von zwanzig Jahren eine Schauspielausbildung am renommierten Conservatoire national supérieur d’art dramatique (CNSAD) zu beginnen, wo an dem bekannte Mimen wie Jean-Paul Belmondo oder Michel Bouquet gelernt hatten. Nach der Ausbildung am Conservatoire (ihr Mentor war Antoine Vitez) holte sie Claude Sainvinal an die Comédie des Champs-Elysées, an der sie 1974 mit Jean Anouilhs La valse des toréadors an der Seite des von der Bühne scheidenden Louis de Funès einen erfolgreichen Einstand im französischen Theater hatte. Danach erschien Azéma in weiteren Stücken von Anouilh (Le Scénario, 1977), Françoise Dorin (Si t'es beau, t'es con mit Jean-Claude Brialy, 1978) sowie ihres Ehemannes Michel Lengliney (Silence... on s’aime, 1980) und wusste die Zuschauer vor allem durch ihr komödiantisches Talent zu begeistern.
Parallel zu ihrer Arbeit am Theater sah man Azéma 1975 in der Serie La Preuve par treize erstmals im französischen Fernsehen. Ein Jahr später feierte die 1,67 m große Schauspielerin ihr Kinodebüt in Georges Lautners Komödie Ein Tolpatsch auf Abwegen (1976) an der Seite von Pierre Richard und Miou-Miou, nachdem sie zuvor ihr Mitwirken in Bertrand Taverniers preisgekrönter historischer Komödie Wenn das Fest beginnt ... (1975) wegen einer Theatertournee hatte absagen müssen. Es folgten weitere Nebenrollen bei Film und Fernsehen, darunter in Claude Gorettas preisgekröntem Kinodrama Die Spitzenklöpplerin (1977) mit Isabelle Huppert, ehe sie ihre erste Hauptrolle in der Kinokomödie On n'est pas des anges... elles non plus (1981) von Michel Lang erhielt und bald darauf neben Michel Galabru am Pariser Théâtre de la Michodière in La Patemouille, einem Stück ihres damaligen Ehemannes Michel Lengliney, auftrat. Dadurch wurde Alain Resnais auf Azéma, die im Alter von 15 oder 16 Jahren mit Muriel oder die Zeit der Wiederkehr (1963) zum ersten Mal einen Film von ihm gesehen hatte, aufmerksam. Der bekannte Nouvelle-Vague-Regisseur gab der zerbrechlich wirkenden Schauspielerin, die zu jener Zeit oft unter lähmendem Lampenfieber litt, eine tragende Rolle in seinem Spielfilm Das Leben ist ein Roman (1983). Das zwischen Drama, Komödie und Roman angesiedelte Werk erzählt in drei Zeit- und Realitätsebenen von dem Scheitern eines Glücksexperiments auf einem Schloss in den Ardennen. Mit dem Part der verklemmten, romantischen Lehrerin mit Heiratsambitionen an der Seite von Vittorio Gassman und Geraldine Chaplin gelang ihr der Durchbruch als Filmschauspielerin, 1984 war sie in der Kategorie Beste Nebendarstellerin für einen César nominiert.

### César-Gewinn und Zusammenarbeit mit Alain Resnais

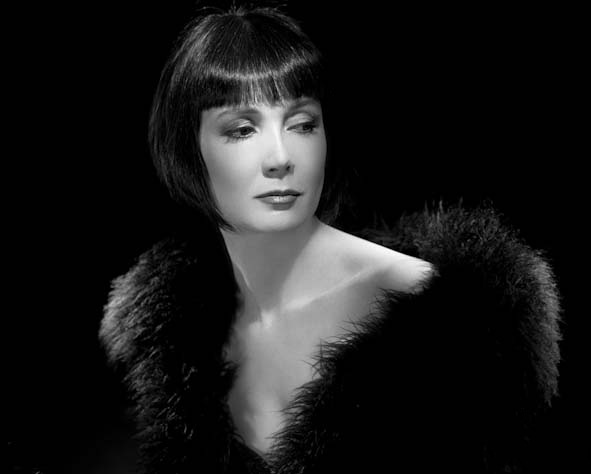
Sabine Azéma (1996)

Hatte Azéma bei der Vergabe des wichtigsten französischen Filmpreises noch gegenüber Suzanne Flon (Ein mörderischer Sommer) das Nachsehen gehabt, schwang sich die improvisationsfreudige Komödiantin mit der weiblichen Hauptrolle in Bertrand Taverniers Ein Sonntag auf dem Lande (1984) in die Riege der führenden französischen Filmschauspielerinnen und wurde auch einem internationalen Kinopublikum bekannt. In dem Drama gibt sie die Tochter eines alternden und wehmütigen Provinzmalers (gespielt von Louis Ducreux), der an einem Spätsommersonntag des Jahres 1912 Besuch von seiner Familie erhält. Die Rolle der unverheirateten Irène, die der Vater wegen ihres ungestümen Lebensstils dem bürgerlichen Sohn (Michel Aumont) vorzieht und mit der er bereitwillig über sich selbst, den Tod und die Kunst spricht, brachte der 35-Jährigen den Preis des amerikanischen National Board of Review und einen César als beste Hauptdarstellerin ein. Zwei Jahre später – nach Das Leben ist ein Roman und der Hauptrolle als tragische Heldin in Liebe bis in den Tod (1984) – spielte sie erneut unter der Regie von Resnais: in Mélo (1986), der Verfilmung eines Theaterstücks von Henry Bernstein, schlüpfte sie in die Rolle einer jungen Ehefrau, die aus Liebe zu einem stadtbekannten Verführer (gespielt von André Dussollier) plant, ihren Mann (Pierre Arditi) zu vergiften. Aus Verzweiflung über die treuherzige Anhänglichkeit ihres Mannes und die Gefühllosigkeit des Geliebten wählt sie aber als letzten Ausweg den Freitod in der Seine. Der zwischen Boulevardtheater, Melodram und Dreiecksgeschichte angesiedelte Film brachte ihr erneut das Lob der Kritik und 1987 den zweiten César für die beste weibliche Hauptrolle ein, was bis dahin nur Romy Schneider und Isabelle Adjani gelungen war.
Azéma avancierte nach Das Leben ist ein Roman, Liebe bis in den Tod und Mélo zur Muse von Alain Resnais, mit dem sie ab Ende der 1980er Jahre auch ihr privates Glück fand. Resnais bedachte sie seit ihrer ersten Zusammenarbeit im Jahr 1983 in nahezu allen seinen Werken (ausgenommen I Want to Go Home, 1989) mit Hauptrollen. Unter seiner Regie agierte sie in so unterschiedlichen Rollen wie die einer frustrierten Geschäftsfrau in dem César-Gewinner Das Leben ist ein Chanson (1996), einer untreuen Industriellengattin in der Operettenverfilmung Pas sur la bouche (2003), einer religiösen Christin mit erotischen Geheimnissen in Herzen (2006; ihre Szenen werden später zu den großen Kinomomenten des Jahres 2007 gezählt) oder auch einer Erzählerin in einem Musikdokumentarfilm (Gershwin, 1992).
Mit Resnais teilte sie die Liebe zu musikalischen Komödien und deren naiver Fröhlichkeit. Er habe ihr nie seine Sicht aufgezwungen und genau gewusst, wie er ihre Fehler und Schwächen in Filmprojekten mit einbaue: „Ohne ihn würde ich vieles nicht wagen und wahrscheinlich nie richtig lustig sein“, so Azéma. Häufig war sie an der Seite von Pierre Arditi zu sehen, mit dem sie bereits elfmal vor der Kamera stand und eng befreundet ist. Ein Höhepunkt ihrer Zusammenarbeit war Resnais’ César-Gewinner Smoking / No Smoking (1993), die Verfilmung von Alan Ayckbourns Theaterstück Intimate Exchanges, in dem beide Darsteller englische Kleinstädter spielen und alle neun Filmrollen verkörpern. Ausgangspunkt beider in sich geschlossener Filme ist die Entscheidungsfindung der unsicheren Celia Teasdale, der Frau eines alkoholkranken Schuldirektors, zur Zigarette zu greifen. Nach dem „Entweder-oder“-Prinzip ergeben sich je nach Entscheidung der Figuren zwölf verschiedene Schlüsse, woraufhin die französische Tageszeitung Libération als Ehrerbietung die beiden Schauspieler in Sapierre Ardema umtaufte.
Weitere bekannte französische Filmemacher arbeiteten mit der Schauspielerin, die sich selbst in einem Interview 1994 mit der tageszeitung außerhalb der Kamera als „ziemlich scheu“ beschrieben hat. Bertrand Tavernier besetzte sie in seinem Kriegsdrama Das Leben und nichts anderes (1989) als elegante und standesbewusste Dame aus reichem Hause, die mit Hilfe von Philippe Noiret ihren im Ersten Weltkrieg vermissten Ehemann sucht. Bertrand Blier vertraute ihr neben Anouk Grinberg und Gérard Lanvin 1996 in der Tragikomödie Mein Mann – Für deine Liebe mach’ ich alles den Part einer Nymphomanin an. In Étienne Chatiliez’ Komödie Das Glück liegt in der Wiese (1996) agierte sie als zickige und untreue Ehefrau von Michel Serrault, der sich als ruinierter Kleinunternehmer mit falscher Identität in der Provinz niederlässt. Der deutsche film-dienst bemerkte später, dass es die differenzierte Schauspielkunst und das leicht persiflierende Spiel von Azéma ist, die manch kruder Szene die Spitze nehmen.
Im Laufe ihrer Karriere immer kecker geworden zu sein und ihr komödiantisches Talent kultiviert zu haben, das stellte sie dem General-Anzeiger zufolge in der erotisch aufgeladenen Ménage à quatre Malen oder Lieben der Gebrüder Jean-Marie und Arnaud Larrieu unter Beweis, ihre bislang einzige Zusammenarbeit mit Daniel Auteuil. Chatiliez setzte sie 2001 für die Komödie Tanguy – Der Nesthocker ein, in der sie mit Filmehemann André Dussollier zusammen versucht, den gemeinsamen 28-jährigen Sohn (gespielt von Eric Berger) aus dem Haus zu ekeln. Ein familiärer Rosenkrieg, den beide Darsteller „mit der lustvollen Albernheit von Kindern“ zelebrieren, so die Süddeutsche Zeitung. Mit ihm könne sie (ebenso wie mit Arditi) schauspielerisch weiter gehen, da ihr Zusammenspiel mit den Jahren immer tiefer schürfe, so Azéma. Mit Dussollier war sie 2009 das zehnte Mal in Resnais’ Drama Vorsicht Sehnsucht zu sehen, der Verfilmung eines Romans von Christian Gailly. Abermals mit ihrem Ehemann arbeitete sie 2012 zusammen bei Ihr werdet euch noch wundern an der Seite von Pierre Arditi sowie erneut mit Dussollier an Aimer, boire et chanter (2014), dem letzten Film von Resnais.

### Privatleben und Arbeit als Regisseurin
Azéma ehelichte 1973 den Dramatiker Michel Lengliney. Von 1998 bis zu seinem Tod im Jahr 2014 war sie mit dem französischen Regisseur Alain Resnais verheiratet. Beide Ehen blieben kinderlos. Eine enge Freundschaft verband sie mit dem Fotografen Robert Doisneau (1912–1994), über den sie 1992 den dokumentarischen Kurzfilm Bonjour Monsieur Doisneau ou Le photographe arrosé veröffentlichte. 1997 führte sie Regie für den deutsch-französischen Sender Arte bei dem Fernsehfilm Quand le chat sourit, an dem unter anderem Resnais und ihre Filmkollegen aus Das Leben ist ein Chanson, Pierre Arditi, Jane Birkin und André Dussollier, mitwirkten.
1987 war Azéma neben Vittorio Storaro, Károly Makk und Michael York in der Wettbewerbsjury der Filmfestspiele von Venedig vertreten, die unter der Leitung der griechischen Schauspielerin Irene Papas das Drama Auf Wiedersehen, Kinder von Louis Malle mit dem Goldenen Löwen auszeichnete. 1996 führte sie als Gastgeberin (Maîtresse de Cérémonie) durch die Eröffnungsfeier der Filmfestspiele von Cannes. Nach siebzehnjähriger Bühnenabstinenz übernahm sie im Juni 1999 am Stephen Joseph Theatre in Scarborough eine Rolle in dem englischsprachigen Stück Garden (House & Garden) von Alan Ayckbourn, der die literarischen Vorlagen für Smoking/No Smoking und Herzen geliefert hatte. Für ihren Part als französische Filmdiva Lucille erntete sie Lob seitens der Kritik.

## Filmografie

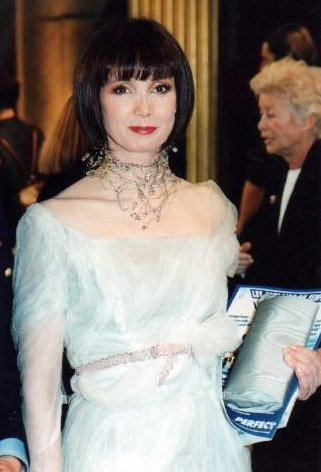
Azéma bei der César-Verleihung 1998

### Schauspielerin (Auswahl)
- 1976: Ein Tolpatsch auf Abwegen (On aura tout vu!)
- 1976: Der Pförtner vom Maxim (Le chasseur de chez Maxim's)
- 1977: Die Spitzenklöpplerin (La dentellière)
- 1983: Das Leben ist ein Roman (La vie est un roman)
- 1984: Ein Sonntag auf dem Lande (Un dimanche à la campagne)
- 1984: Liebe bis in den Tod (L’amour à mort)
- 1986: Death Town (Zone rouge)
- 1986: Mélo
- 1989: Geheimauftrag Erdbeer Vanille (Vanille fraise)
- 1989: Das Leben und nichts anderes (La vie et rien d'autre)
- 1989: Fünf Tage im Juni (Cinq jours en juin)
- 1993: Smoking / No Smoking
- 1995: 101 Nacht – Die Träume des M. Cinéma (Les cent et une nuits de Simon Cinéma)
- 1995: Das Glück liegt in der Wiese (Le bonheur est dans le pré)
- 1996: Mein Mann – Für deine Liebe mach’ ich alles (Mon homme)
- 1997: Das Leben ist ein Chanson (On connaît la chanson)
- 1999: Le schpountz
- 1999: La bûche
- 2001: Die Offizierskammer (La chambre des officiers)
- 2001: Tanguy – Der Nesthocker (Tanguy)
- 2003: Das Geheimnis des gelben Zimmers (Le mystère de la chambre jaune)
- 2003: Nicht auf den Mund (Pas sur la bouche)
- 2005: Malen oder Lieben (Peindre ou faire l’amour)
- 2005: Das Parfüm der Dame in Schwarz (Le parfum de la dame en noir)
- 2005: Olé!
- 2006: Herzen (Cœurs)
- 2007: Faut que ça danse!
- 2008: Le voyage aux Pyrénées
- 2009: Vorsicht Sehnsucht (Les herbes folles)
- 2009: Les derniers jours du monde
- 2010: Donnant Donnant
- 2011: La fille du puisatier
- 2012: Ihr werdet euch noch wundern (Vous n’avez encore rien vu)
- 2014: Aimer, boire et chanter
- 2015: Cosmos
- 2016: Meine Zeit mit Cézanne (Cézanne et moi)
- 2016: Die Super-Cops – Allzeit verrückt! (Raid dingue)
- 2017: Docteur Knock – Ein Arzt mit gewissen Nebenwirkungen (Knock)
- 2021: Gib mir Dein Leben (La place d'une autre)
- 2023: Wow! (Wahou!)
- 2024: Liebesbriefe aus Nizza (N’avoue jamais)

### Regie
- 1992: Bonjour Monsieur Doisneau ou Le photographe arrosé (Dokumentar-Kurzfilm)
- 1997: Quand le chat sourit (TV)

## Theaterstücke
- 1974: La valse des toréadors (von Jean Anouilh, mit Louis de Funès)
- 1975: Le Zouave
- 1977: Si t’es beau t’es con (von Françoise Dorin, mit Jean-Claude Brialy)
- 1980: Silence … on s’aime (von Michel Lengliney, mit Michel Galabru)
- 1982: La Pattemouille (von Michel Lengliney)
- 1999: Garden (von Alan Ayckbourn)

## Auszeichnungen

### Ehrungen
- 2015: Ordre des Arts et des Lettres (Kommandeur)[20]

### Preise und Nominierungen
César
- 1984: nominiert als beste Nebendarstellerin für Das Leben ist ein Roman
- 1985: Beste Hauptdarstellerin für Ein Sonntag auf dem Lande
- 1987: Beste Hauptdarstellerin für Mélo
- 1990: nominiert als beste Hauptdarstellerin für Das Leben und nichts anderes
- 1994: nominiert als beste Hauptdarstellerin für Smoking / No Smoking
- 1996: nominiert als beste Hauptdarstellerin für Das Glück liegt in der Wiese
- 1998: nominiert als beste Hauptdarstellerin für Das Leben ist ein Chanson

Europäischer Filmpreis
- 1989: nominiert als beste Darstellerin für Das Leben und nichts anderes

National Board of Review
- 1984: Beste Nebendarstellerin für Ein Sonntag auf dem Lande